# Select 150
Select 150はFM OSAKAで2011年7月から8月まで2か月間放送されていた番組。

## 概要
さまざまな楽曲をオンエアする。DJ・アナウンサーは存在せずフィラー番組である。同じフィラー番組として851 The Selectedがかつて放送されていた。8月に終了した。10月からはJFNC制作番組をネットすることとなった。(9月はメンテナンスで休止。)

## 放送時間
日曜 26:30 - 29:00